# Vats-houll

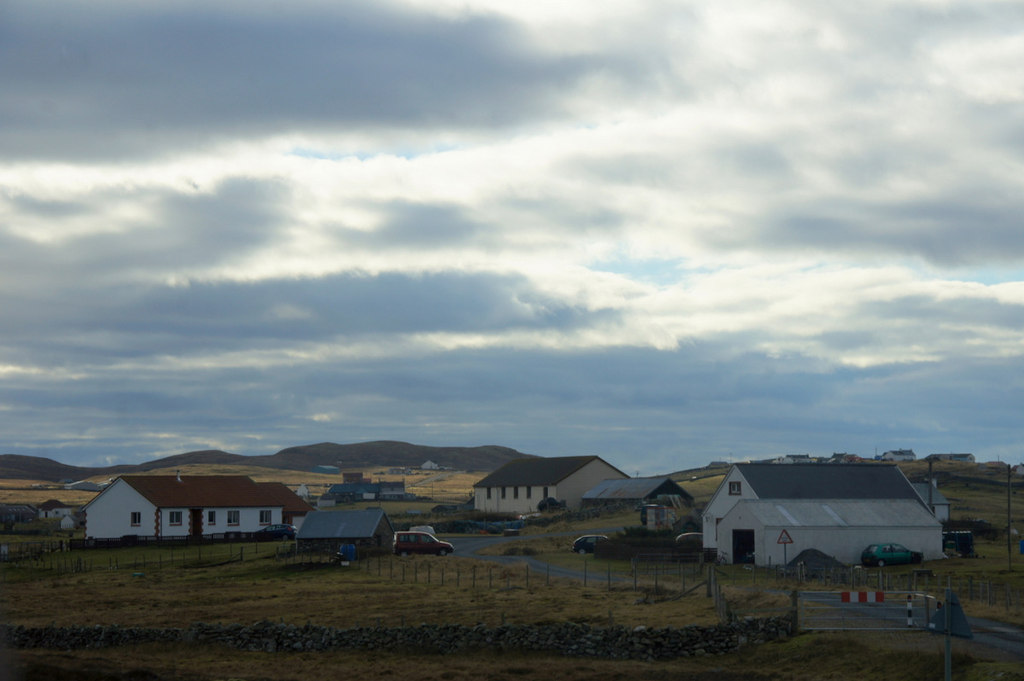
Vats-houll aus der Nähe

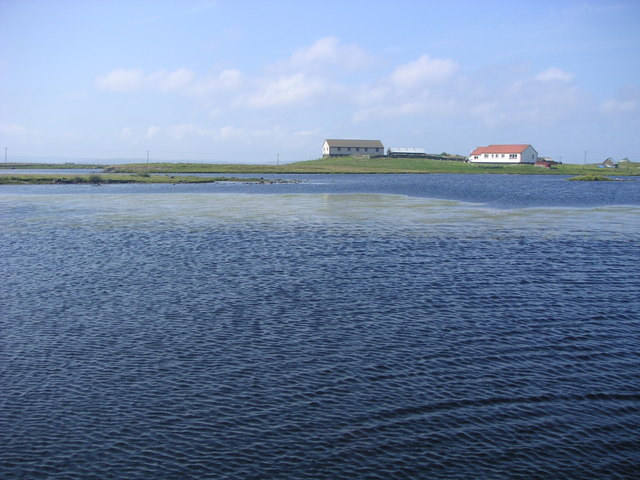
Blick über den See auf den Ort

Vats-houll ist eine Ortschaft, die im Nordosten der zu Schottland zählenden Shetlands liegt.

## Geographie
Vats-houll liegt im nordöstlichen Teil der Insel Whalsay, etwas erhöht über der nordwestlichen Küste, mit dem See Loch Vats-houll im Südosten. Nach Symbister sind es vier Kilometer im Südwesten, wobei der Weg dorthin über Brough führt. Eine Ortschaft in der Nähe ist Skaw im Osten.

## Historisches
Im Rahmen der historischen Gliederung Schottlands in Civil Parishes zählt Vats-houll zu Nesting.